# スーザン・ロイ
スーザン・ロイ (Susan Roy) はイギリスの実業家夫人。夫ポール・ロイ (Paul Roy) は英国競馬統括機構 (BHA) の会長を務めている。

## 馬主
1997年、夫と共同で馬主となる。所有馬の預託先はイギリスのジェレミー・ノスィーダ厩舎が中心であるが、アメリカ合衆国でも競走馬を所有している。

### おもな所有馬
夫の所有馬、共同所有馬を含む。
- サラヴァ（英語版）（2002年ベルモントステークス[1][2]）
- ウィルコ（2004年ブリーダーズカップ・ジュヴェナイル[1][2]）
- シックスティーズアイコン（英語版）（2006年ゴードンステークス、セントレジャーステークス[2]、2007年ジョッキークラブステークス、2008年グロリアスステークス、ジェフリーフリアステークス、カンバーランドロッジステークス。ノーマンコートスタッドとの共同所有[1]）
- ダッチアート（2006年モルニ賞[2]、ミドルパークステークス[2]）
- フリーティングスピリット（英語版）（2009年ジュライカップ[2]）